# Schmalenhof (Velbert)
Schmalenhof, im 19. Jahrhundert auch Dickenkohlenthal, Schmal Kuhlendahl oder Fettmengers(hof) genannt, ist eine Hofschaft im Velberter Stadtteil Neviges im Kreis Mettmann.

## Lage und Beschreibung
Der Ort liegt südöstlich der Velberter Kernstadt am Zusammenfluss des Schmalenhofer Bachs mit dem Grunder Bach. An der Hofschaft führt nah die Landesstraße 427 vorbei, westlich überspannt unweit eine Talbrücke der Bundesautobahn 535 den von dem beiden Bächen aufgespannten Talraum.
Weitere Nachbarorte neben der Kernstadt sind die Hofschaften, Siedlungen und Wohnplätze Grund, Oberste Knapp, An den Sträuchen, Windeck, Untere Lohmühle, Zwingenberg, Neleshof, Gut Kuhlendahl, Papenhof, Rohland, Sandhaus, Hixholz, Putschenholz, Am Winkel, Am Hau Hackfeld und Schlagbaum. Abgegangen ist Unter(ste)knapp.
Die Hofschaft dient noch heute als Bauernhof für die hauptgewerbliche Milchproduktion und wird von einem Familienbetrieb bewirtschaftet.

## Geschichte  und Etymologie
Die heutige Hofschaft Schmalenhof bestand aus den zwei unmittelbar sich berührenden Wohnplätzen Schmal Kuhlendahl (oder auch Schmalenhof; Kuhlendahl =Kohlental) und  Fettmengers, die im 19. Jahrhundert zu einer Hofschaft zusammenwuchsen, wobei der Name Schmalenhof beibehalten wurde. Der Fettmengershof und der Schmalenhof entstanden beide laut Dittmaier erst nach 1500. Zu Beginn des 19. Jahrhunderts gehörte der Doppelort zur Bauerschaft Kuhlendahl in der Herrschaft Hardenberg im Herzogtum Berg. Die Topographische Aufnahme der Rheinlande von 1824 und die Preußische Uraufnahme von 1844 verzeichnen den Ort als Schmalenhof bzw. Fettmengers.
1815/16 lebten 88 Einwohner im Ort. Die Gemeinde Charte des Parzellar Katasters der Bürgermeisterei Hardenberg aus dem gleichen Jahr zeigt die Hofschaft, bestehend aus unmittelbar benachbarten zwei Wohnplätzen Fettmengers und Schmal Kuhlendahl.
Laut der Topographisch-statistischen Beschreibung der Königlich Preußischen Rheinprovinz von 1830 lebten 19 Einwohner in dem Wohnplatz Schmalenhof, weitere 19 in dem Wohnplatz Fettmengershof. 1832 gehörte Schmalenhof unter dem Namen Dickenkohlenthal der Bauerschaft Kuhlendahl der Bürgermeisterei Hardenberg im Kreis Elberfeld an. Der laut der Statistik und Topographie des Regierungsbezirks Düsseldorf als mehrere Höfe kategorisierte Ort besaß zu dieser Zeit zehn Wohnhäuser und zehn landwirtschaftliche Gebäude. Zu dieser Zeit lebten 92 Einwohner im Ort, davon 5 katholischen und 87 evangelischen Glaubens. Zu der eigentlichen Hofschaft Schmalenhof sind dabei offensichtlich weitere umgebende Höfe  hinzugerechnet worden.
Im Gemeindelexikon für die Provinz Rheinland werden 1885 ein Wohnhaus mit 7 Einwohnern angegeben. Die Hofschaft gehörte zu dieser Zeit zum Bereich Kuhlendahl der Landgemeinde Neviges innerhalb der Landbürgermeisterei Hardenberg im Kreis Mettmann. 1895 besaß der Ort ein Wohnhaus mit 13 Einwohnern.
Die Landbürgermeisterei Neviges mit Schmalenhof erhielt 1935 die Stadtrechte. Im Rahmen der Gemeindereform in Nordrhein-Westfalen wurde Neviges am 1. Januar 1975 mit Langenberg und Velbert zur Stadt Velbert zusammengeschlossen; Schmalenhof ist seitdem ein Velberter Ortsteil.

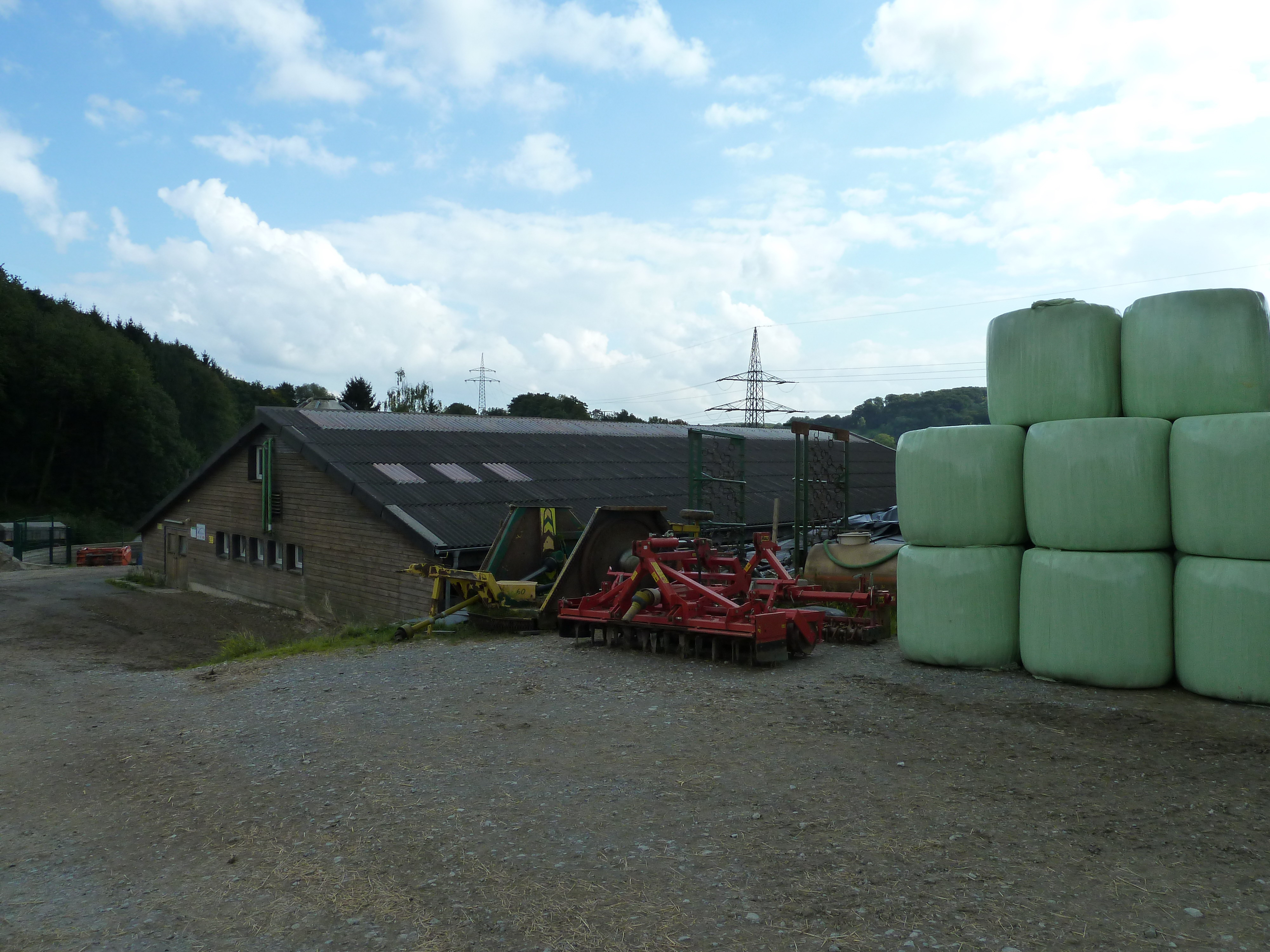
Stallungen in Schmalenhof
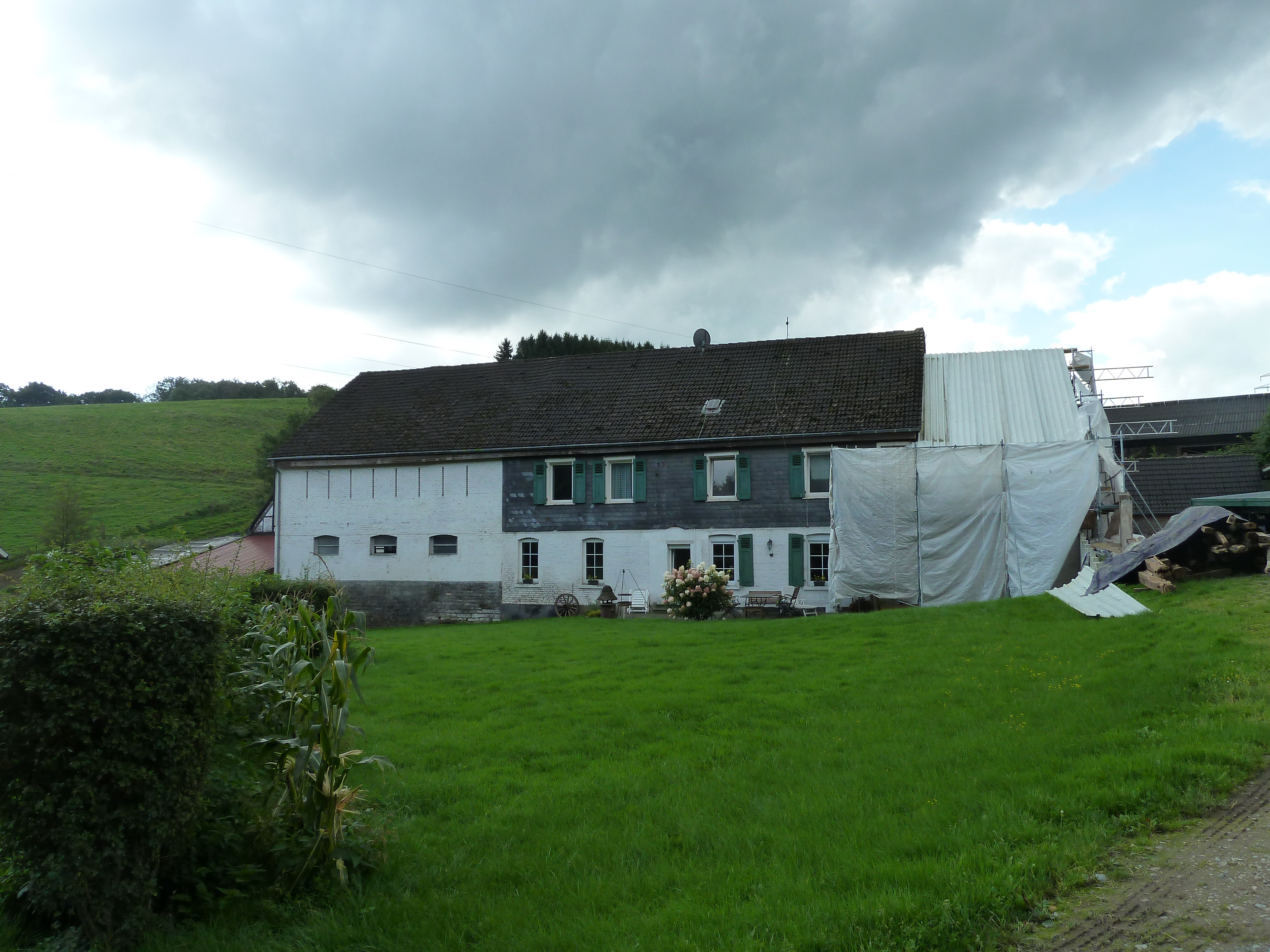
Das obere Hofeshaus (Nr. 192)
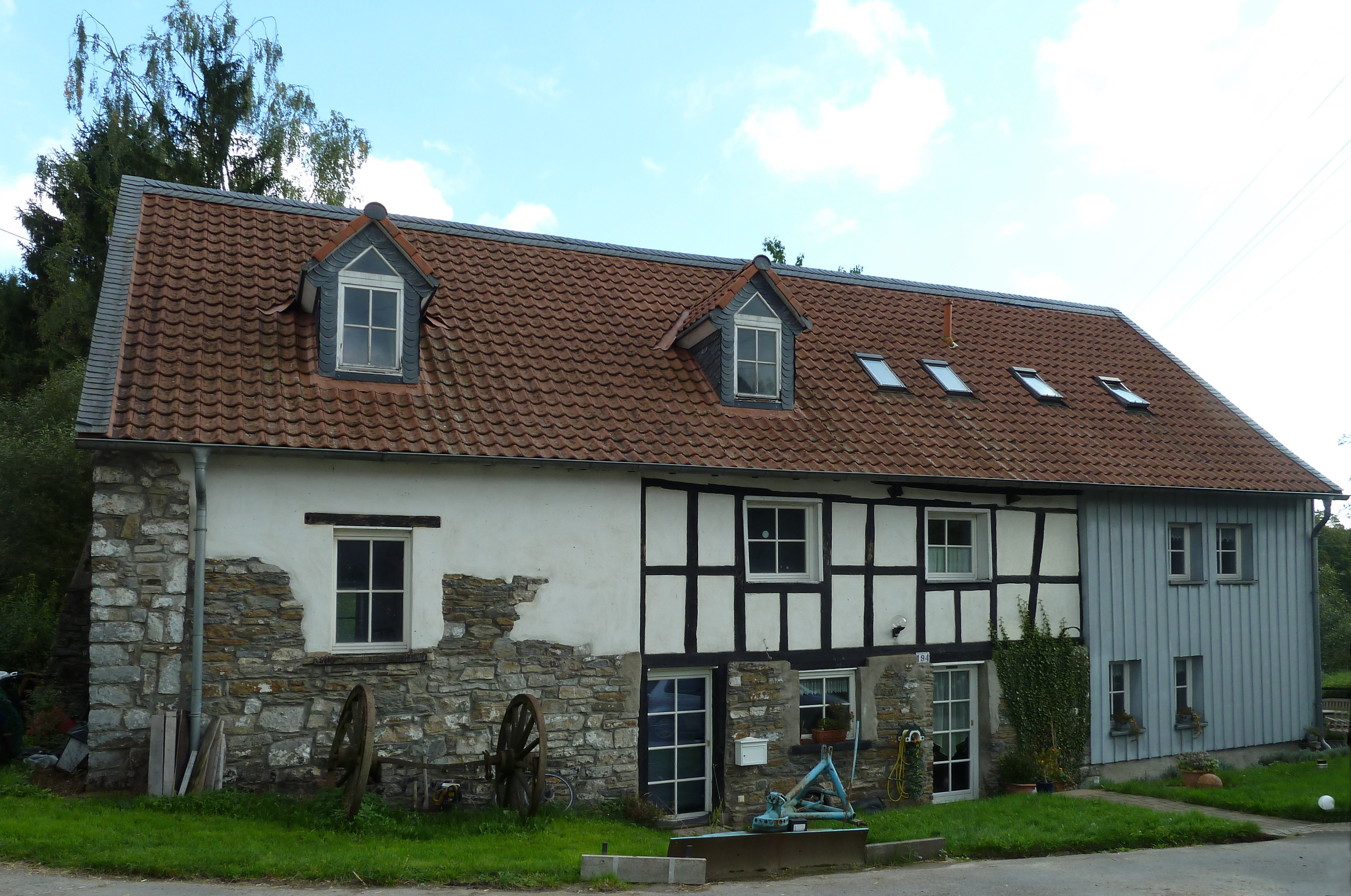
Das untere Hofeshaus (Nr. 194)
- 3D-Modell der Hofanlage